# Fairwood (condado de King)
Fairwood es un lugar designado por el censo ubicado en el condado de King en el estado estadounidense de Washington. En el año 2010 tenía una población de 19.102 habitantes.

## Geografía
Fairwood se encuentra ubicado en las coordenadas 47°26′49″N 122°8′37″O / 47.44694, -122.14361.